# San Pablo Tijaltepec
San Pablo Tijaltepec è un comune del Messico, situato nello stato di Oaxaca.